# James Nolan (acteur)
Pour les articles homonymes, voir James Nolan (homonymie) et Nolan.

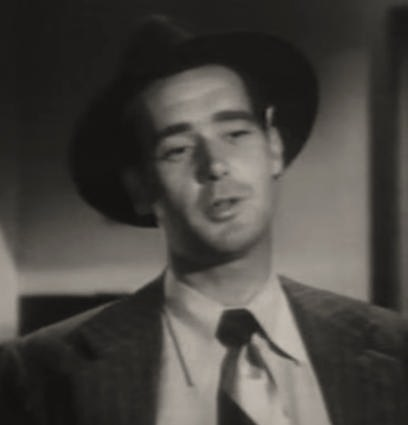
Dans le film Dick Tracy contre le gang (1947)

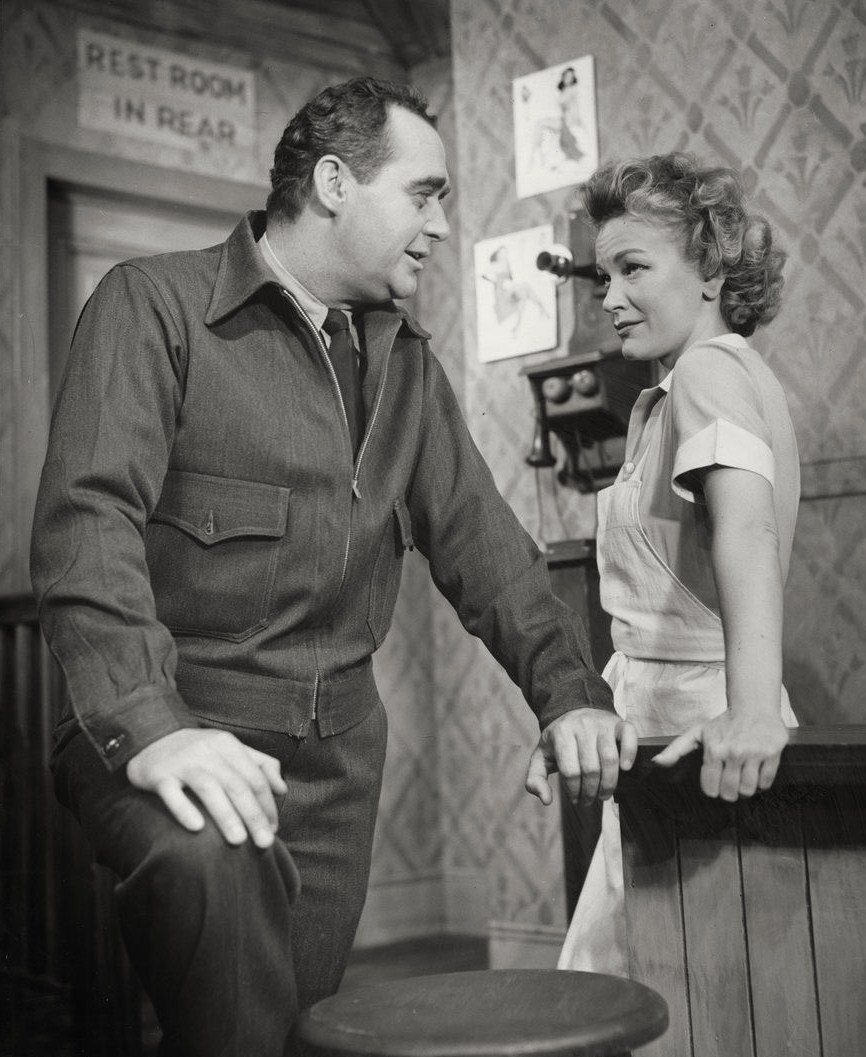
Avec Winifred Ainslee, dans la pièce Bus Stop (tournée américaine, 1955)

James F. Nolan — né le 29 novembre 1915 à San Francisco (Californie), mort le 29 juillet 1985 à Los Angeles (quartier de Woodland Hills, Californie) — est un acteur américain, généralement crédité James Nolan (parfois Jim Nolan).

## Biographie
Au cinéma, comme second rôle de caractère ou dans des petits rôles non crédités, James Nolan contribue à soixante-quatorze films américains, le premier étant un court métrage sorti en 1937.
Par la suite, citons Les Amants de la nuit de Nicholas Ray (1948, avec Cathy O'Donnell et Farley Granger), Airport de George Seaton (1970, avec Burt Lancaster et Dean Martin), ainsi que deux réalisations de Don Siegel, L'Inspecteur Harry (1971, avec Clint Eastwood et Andrew Robinson) et La Flambeuse de Las Vegas (son dernier film, 1982, avec Bette Midler et Ken Wahl).
À la télévision, outre un téléfilm diffusé en 1979, il se produit dans soixante-quatre séries entre 1950 et 1982, dont Perry Mason (quatre épisodes, 1957-1959), Sur la piste du crime (neuf épisodes, 1965-1972), L'Homme qui valait trois milliards (un épisode, 1978) et La Famille des collines (un épisode, 1980).
Au théâtre, il joue à Broadway (New York) dans deux pièces, la première représentée en 1952, la seconde en 1954-1955.
En tournée américaine, mentionnons Un tramway nommé Désir de Tennessee Williams (1950, avec Judith Evelyn et Ralph Meeker) et Bus Stop (en) de William Inge (1955, avec Peggy Ann Garner et Dick York).
James Nolan meurt d'un cancer en 1985, à 69 ans.

## Filmographie partielle

### Cinéma
- 1938 : Le Vantard (Boy Meets Girl) de Lloyd Bacon : le jeune homme amené par Susie
- 1938 : Menaces sur la ville (Racket Busters) de Lloyd Bacon : Jim Smith, le secrétaire d'Allison (non crédité)
- 1947 : Au carrefour du siècle (The Beginning and the End) de Norman Taurog : un garde du corps du président Roosevelt
- 1947 : Dick Tracy contre le gang (Dick Tracy Meets Gruesome) de John Rawlins : Dan Sterne
- 1948 : Les Amants de la nuit (They Live by Night) de Nicholas Ray : Schreiber
- 1948 : Le Réveil de la sorcière rouge (Wake of the Red Witch) d'Edward Ludwig : le premier plongeur
- 1948 : Il marchait dans la nuit (He Walked by Night) d'Alfred L. Werker et Anthony Mann : le détective Harry
- 1949 : Un homme change son destin (The Stratton Story) de Sam Wood : un journaliste
- 1949 : Une incroyable histoire (The Window) de Ted Tetzlaff : l'étranger dans la rue
- 1949 : Madame porte la culotte (Adam's Rib) de George Cukor : Dave
- 1949 : L'Atlantide (Siren of Atlantis) de Gregg G. Tallas : le major Lefebvre
- 1949 : La Brigade des stupéfiants (Port of New York) de László Benedek : Charles Lindsay
- 1949 : Le Pigeon d'argile (Clay Pigeon) de Richard Fleischer : le détective Faber
- 1950 : Jour de chance (Riding High) de Frank Capra : le shérif-adjoint
- 1950 : La Rue de traverse (Paid in Full) de William Dieterle : l'avocat Charlie Malloy
- 1951 : Une veine de... (Double Dynamite) d'Irving Cummings : un détective
- 1959 : Le Cirque fantastique (The Big Circus) de Joseph M. Newman : le lieutenant de police
- 1960 : Meurtre sans faire-part (Portrait in Black) de Michael Gordon : un détective
- 1968 : Police sur la ville (Madigan) de Don Siegel : un détective
- 1970 : Airport de George Seaton : le père Steven Lonigan
- 1971 : L'Inspecteur Harry (Dirty Harry) de Don Siegel : Le propriétaire de la boutique d'alcools
- 1971 : Tueur malgré lui (Support Your Local Gunfighter) de Burt Kennedy : un conducteur de train
- 1973 : Tuez Charley Varrick ! (Charley Varrick) de Don Siegel : un vendeur
- 1976 : Le Dernier des géants (The Shootist) de Don Siegel : un joueur
- 1977 : Un espion de trop (Telefon) de Don Siegel : un vendeur
- 1981 : La Vie en mauve (All Night Long) de Jean-Claude Tramont : Grand-père Gibbons
- 1982 : La Flambeuse de Las Vegas (Jinxed!) de Don Siegel : le père

### Télévision
(séries)
- 1956 : Gunsmoke ou Police des plaines (Gunsmoke ou Marshal Dillon)
  - Saison 1, épisode 31 How to Die for Nothing de Ted Post : Zack
- 1956 : Crusader
  - Saison 2, épisode 2 Expose : Les Benedict
- 1957 : Alfred Hitchcock présente (Alfred Hitchcock Presents)
  - Saison 2, épisode 21 Number Twenty-Two de Robert Stevens : l'officier Bourne
- 1957-1959 : Perry Mason, première série
  - Saison 1, épisode 15 The Case of the Fan Dancer's Horse (1957 - Meeker) de William D. Russell et épisode 39 The Case of the Rolling Bones (1958 - Walsh)
  - Saison 2, épisode 5 The Case of the Curious Bride (1958 - le shérif-adjoint) et épisode 29 The Case of the Dubious Bridegroom (1959 - un policier) de William D. Russell
- 1959 : Les Incorruptibles (The Untouchables)
  - Saison 1, épisode 1 Les Incorruptibles défient Al Capone (The Untouchables) de Phil Karlson : le policier Chick
- 1959 : Au nom de la loi (Wanted: Dead or Alive)
  - Saison 1, épisode 28 Le Train (Railroad) de Thomas Carr : un agent Pinkerton
- 1961 : La Quatrième Dimension (The Twilight Zone)
  - Saison 2, épisode 16 Un sou pour vos pensées (A Penny for Your Throughts) : Jim
- 1964 : Sur le pont, la marine ! (McHale's Navy)
  - Saison 2, épisode 19 Who'll Buy My Sarongs? de Sidney Lanfield : le capitaine Meyers
- 1964 : Le Jeune Docteur Kildare (Dr. Kildare)
  - Saison 3, épisode 22 Why Won't Anybody Listen? de John Newland : le sergent de police
- 1964-1967 : Le Fugitif (The Fugitive)
  - Saison 1, épisode 15 Home Is the Hunted (1964) de Jerry Hopper : Floyd
  - Saison 4, épisode 29 The Judgment, Part I (1967) de Don Medford : le chauffeur
- 1965-1972 : Sur la piste du crime (The F.B.I.)
  - Saison 1, épisode 9 The Exiles (1965 - le chauffeur de taxi) de William A. Graham et épisode 12 An Elephant Is Like a Rope (1965 - Shifter Hogan) de Don Medford
  - Saison 2, épisode 6 The Plague Merchant (1966 - le garde) de Lewis Allen et épisode 27 The Satellite (1967 - le voisin) de Jesse Hibbs
  - Saison 4, épisode 7 The Nightmare (1968) de Jesse Hibbs : le shérif
  - Saison 5, épisode 3 The Swindler (1969) de William Hale : Sprall
  - Saison 6, épisode 7 The Innocents (1970) de Gene Nelson : le barman
  - Saison 7, épisode 23 The Corruptors (1972) de Virgil W. Vogel : le policier new-yorkais
  - Saison 8, épisode 7 The Engineer (1972) : le superviseur de l'immeuble
- 1966 : Les Espions (I Spy)
  - Saison 2, épisode 6 La Nuit la plus noire (Trial by Treehouse) de Richard C. Sarafian : le colonel Shayne
- 1967 : Le Cheval de fer (Iron Horse)
  - Saison 2, épisode 1 Diablo : Jessup
- 1967 : Max la Menace (Get Smart)
  - Saison 3, épisode 2 Témoin de la défonce (Witness for the Persecution) de James Komack : un policier
- 1967 : Match contre la vie (Run for Your Life)
  - Saison 3, épisodes 11 et 12 Cry Hard, Cry Fast, Parts I & II de Michael Ritchie : Ed Scanlon
- 1968 : Les Mystères de l'Ouest (The Wild Wild West)
  - Saison 3, épisode 22 La Nuit de l'amnésique (The Night of the Amnesiac) de Lawrence Dobkin : le garde
- 1970 : Le Grand Chaparral (The High Chaparral)
  - Saison 3, épisode 18 The Guns of Johnny Rondo : McKendrick
- 1971 : La Nouvelle Équipe (The Mod Squad)
  - Saison 4, épisode 7 The Sands of Anger d'Earl Bellamy : Tom Hall
- 1974 : Un shérif à New York (McCloud)
  - Saison 5, épisode 1 The Barefoot Girls of Bleecker Street de Barry Shear : Randall
- 1978 : L'Homme qui valait trois milliards (The Six Million Dollar Man)
  - Saison 5, épisode 17 La Madone byzantine (The Madonna Caper) : Templeton
- 1978 : Wonder Woman
  - Saison 3, épisode 6 Les Fourmis (Formicida) d'Alan Crosland Jr. : le gardien
- 1980 : Quincy (Quincy, M.E.)
  - Saison 5, épisode 21 Deadly Arena : le garde
- 1980 : La Famille des collines (The Waltons)
  - Saison 9, épisode 4 The Triumph de Philip Leacock : Jenkins

## Théâtre (sélection)
- 1950 : Un tramway nommé Désir (A Streetcar Named Desire) de Tennessee Williams, mise en scène d'Elia Kazan, costumes de Lucinda Ballard : Harold « Mitch » Mitchell (tournée américaine)
- 1952 : Sunday Breakfast d'Emery Rubio et Miriam Balf : un soldat (Broadway)
- 1954-1955 : Lunatics and Lovers de Sidney Kingsley (en) : un policier (Broadway)
- 1955 : Bus Stop (en) de William Inge : Carl, le chauffeur de bus (tournée américaine)